# Miguel Eusebio Bustamante Lardizábal
Miguel Eusebio Bustamante Lardizábal (* 1780 in San Antonio de Flores Departamento El Paraíso; † 5. April 1869 in Tegucigalpa) war vom 11.–26. November 1827 Jefe Supremo der Provinz Honduras in der Zentralamerikanischen Konföderation und vom 12. bis 14. Februar 1850 geschäftsführender Präsident von Honduras.

## Leben
Miguel Eusebio Bustamante Lardizábal gehörte zu den alten Mineneigentümerfamilien mit Einfluss auf das Geschehen im Municipio von Tegucigalpa. Sein Großvater war Alcalde Mayor des Ayuntamiento de Tegucigalpa. Seine Mutter Josefa Lardizábal y Sobrado de Santelices stammt von einem Cristobál ab, welcher in der Mitte des 18. Jahrhunderts Alcalde von Choluteca war.
Wie in der zentralamerikanischen Bourgeoisie üblich, wurde er auf die Universidad Caronigia de Guatemala geschickt. Als Bustamante noch sehr jung war, starb seine Frau María Ambrosía Garín Zepeda, die Tochter von María Santiago Zepeda Andinodes und des Schreibers Juan Miguel Garín. Sie hinterließ ihm zwei Söhne.
Von seiner Mutter hatte Bustamante Haziendas im Partido de Cantarranas, bei San Juan de Flores Aktien, der Mine von Real de Minas de San José de Yuscarán in Ocotepeque und Grundstücke im Südteil von Villa de Tegucigalpa geerbt.
1812, als die Verfassung von Cádiz in Kraft trat, war Bustamante Bürgermeister von Tegucigalpa. 1820–1821 war er Nachrückabgeordneter im Provinzparlament für Tegucigalpa. Am 28. September 1821 unterschrieb er die Verpflichtungserklärung zu Unabhängigkeit im Rathaus von Tegucigalpa.
Er heiratete ein zweites Mal, María Santiago Herrera. Sie kam aus einer Familie mit Verbindungen zum Machtzentrum um die Celaya und die Toméh. Der Fraktionsbildung der Bourgeoisie entlang der Frage einer Annexion durch das Mexiko des Agustín de Itúrbide oder ein Fortbestand der Abhängigkeit von Guatemala war in Honduras die pathetische Neuformulierung tradierter Querelen entlang der regionalen Herkunft aus Spanien.
Als Manuel José Arce im Oktober 1826 das Föderationsparlament aufgelöste, geriet er in Konflikt mit den Provinzregierungen von Honduras unter José Dionisio de la Trinidad de Herrera y Díaz del Valle und El Salvador unter Mariano Prado Baca, welche einen Aufstand gegen Arce initiierten. Arce wurde bei seinen Ambitionen, wiedergewählt zu werden, von Herreras Stellvertreter, dem Generalleutnant José Justo Milla Pineda, unterstützt. Dieser besetzte mit seinen Truppen am 10. Mai 1827 Comayagua, ließ Herrera gefangen nehmen und berief ein neues Provinzparlament mit Juan Lindo als Vorsitzenden ein. Dieses Parlament setzte am 13. September 1827 Herrera ab und wählte Cleto Bendaña zum Supremo Jefe. Im von Milla einberufenen Parlament fühlten sich einige Departamentos von Honduras nicht vertreten und rüsteten oppositionelle Truppen gegen Bendaña aus. Truppen von Milla wurden bei Sabanagrande geschlagen.
Am 11. November 1828 wurden die Truppen von Milla, bei der Schlacht von La Trinidad geschlagen.
Bendaña übergab sein Amt an José Francisco Morazán Quezada.
Das von Milla berufene Parlament wählte unter dem Vorsitz von Juan Nepomuceno Fernández Lindo y Zelaya, José Jerónimo de Zelaya Fiallos zum Supremo Jefe. Dieser regierte in Santa Bárbara im Departamento Santa Bárbara, wo ihn der Bürgermeister anerkannte.
Er ernannte Miguel Eusebio Bustamante Lardizábal zu seinem Stellvertreter, welcher als Abgeordneter des
von Arce aufgelösten Parlamentes beschäftigungslos war und nun im von den Milla Truppen besetzten Comayagua regierte.
1830 wurde er Parlamentsabgeordneter.
Als General José Santos Guardiola Bustillo einen Aufstand organisierte, ernannten die in Tegucigalpa stationierten Militärs Bustamante vom 12. bis 14. Februar 1850 zum geschäftsführenden Präsidenten, da er der Stellvertreter von Juan Nepomuceno Fernández Lindo y Zelaya war.
Mit dem Pacto de Pespire vom 25. März 1850 normalisierte sich die Situation. Coronado Chávez und sein Kriegsminister Francisco Ferrera sahen sich gezwungen, nach El Salvador zu emigrieren.